# Dominique Rocheteau
Dominique Rocheteau (født 14. januar 1955 i Saintes, Frankrig) er en tidligere fransk fodboldspiller, der som angriber på det franske landshold var med til at vinde guld ved EM i 1984 og nå semifinalerne ved både VM i 1982 og VM i 1986. Han deltog også ved VM i 1978.
På klubplan spillede Rocheteau for klubberne AS Saint-Étienne, Paris Saint-Germain og Toulouse FC. Især hos de to førstnævnte var han i mange år en farlig angriber, og scorede henholdsvis 51 og 83 mål for holdene.